# Circumsalernitana
Circumsalernitana è il nome assegnato al servizio ferroviario suburbano che collega Nocera Inferiore a Salerno, via Mercato San Severino, gestito da Trenitalia. Il servizio è ancora attivo e, sebbene tale denominazione risulta non essere più ufficialmente in uso, il nome Circumsalernitana resta ancora diffuso tra l'utenza e i media locali.
Il nome contiene un riferimento alla circolarità perché durante i primi anni del servizio i convogli percorrevano nei due sensi un circuito chiuso formato dalle tratte ferroviarie Salerno-Mercato San Severino, Mercato San Severino-Nocera Inferiore e Nocera Inferiore-Salerno via Cava dei Tirreni-Vietri sul Mare lungo la ferrovia Napoli-Salerno).

## Storia
Per far fronte alla crescente richiesta di trasporto pubblico dell'area urbana che circonda la città di Salerno, la Valle dell'Irno, l'Università degli studi di Salerno e l'Agro nocerino, alla fine degli anni novanta fu raggiunto un accordo che coinvolgeva Trenitalia, il Consorzio Salernitano Trasporto Pubblico (la locale azienda dei trasporti su gomma) e gli enti locali per l'istituzione di un servizio su rotaia, interconnesso a quello su gomma e dedicato prevalentemente all'utenza pendolare, che utilizzasse le infrastrutture già esistenti. Si decise quindi di attivare un percorso circolare Salerno-Mercato San Severino-Codola-Nocera Inferiore-Cava de' Tirreni-Salerno da far percorrere ai convogli ferroviari nei due sensi: tale situazione è durata però pochi anni in seguito alla decisione di limitare il servizio alla tratte Salerno-Mercato San Severino-Codola-Nocera Inferiore, lasciando il collegamento con Nocera Inferiore ai soli treni regionali della linea Napoli-Salerno.

## Percorso
I treni della Circumsalernitana percorrono la linea Nocera Inferiore-Mercato San Severino, quindi, dopo un'inversione di marcia, la linea Mercato San Severino-Salerno. Poi, durante i primi anni del servizio, un'ulteriore inversione di marcia immetteva i treni sulla Napoli-Salerno, passando per le stazioni di Duomo-Via Vernieri (attivata nel 2003), Vietri sul Mare-Amalfi, Cava dei Tirreni e Nocera Superiore, completando il tracciato "circolare" e arrivando di nuovo alla stazione di Nocera Inferiore, mentre ora (per valutazioni tecnico-commerciali di Trenitalia) è necessario il trasbordo sui treni metropolitani provenienti da Napoli.
Le stazioni sono le seguenti:
| Stazione                         | Apertura | Note              |
| -------------------------------- | -------- | ----------------- |
| Nocera Inferiore                 | 1844     |                   |
| Nocera Inferiore Mercato         | 1882     | solo alcuni treni |
| Codola                           | 1882     |                   |
| Lanzara-Fimiani                  | 1936     | solo alcuni treni |
| Castel San Giorgio-Roccapiemonte |          |                   |
| Valle di Mercato San Severino    |          |                   |
| Mercato San Severino             | 1861     |                   |
| Fisciano                         |          |                   |
| Baronissi                        |          |                   |
| Acquamela                        | 1938     | solo alcuni treni |
| Pellezzano                       |          |                   |
| Fratte                           |          |                   |
| Fratte Villa Comunale            | 2006     | solo alcuni treni |
| Salerno Irno                     | 1990     |                   |
| Salerno                          | 1866     |                   |

## Servizio

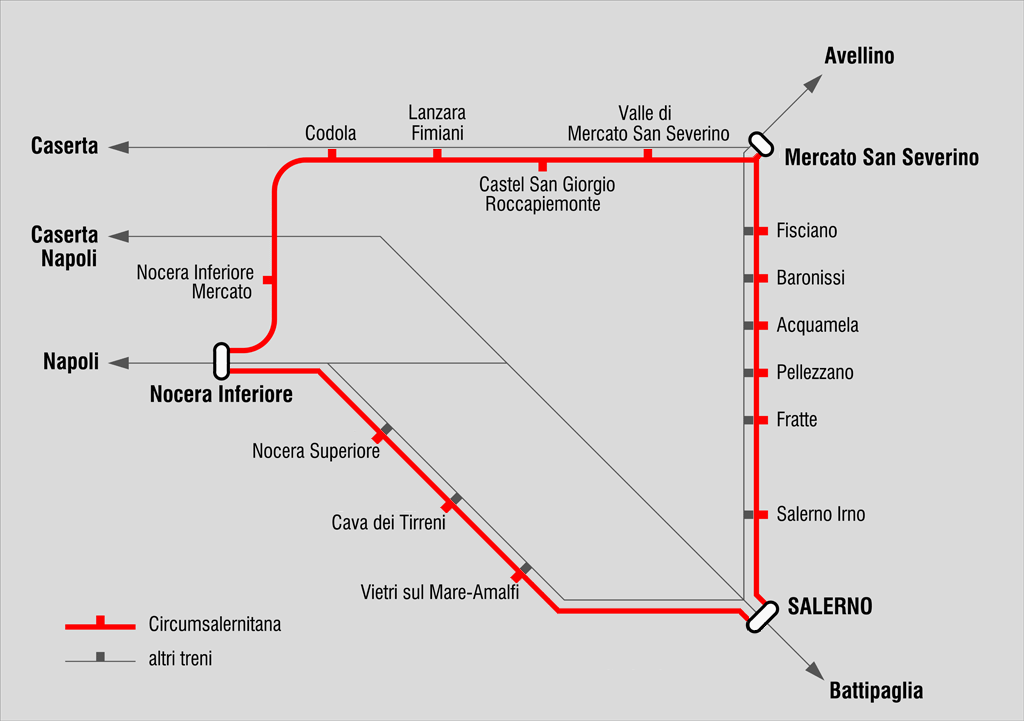
Il percorso del servizio all'epoca dell'inaugurazione

Il servizio, la cui inaugurazione fu accompagnata da una campagna di comunicazione, prevedeva corse ogni 30 o 60 minuti per gran parte della giornata, con una riduzione nella frequenza durante i festivi e l'orario estivo; ma col passare del tempo e coi tagli di fondi al trasporto pubblico regionale, la cadenza del servizio è andata mano a mano riducendosi. Al 2011 il servizio si articolava su 16 coppie di treni nei giorni feriali, con frequenza più o meno oraria (l'orario non è cadenzato) e con una lunga interruzione al mattino.
La maggior parte dei treni sono limitati alla tratta Mercato San Severino-Salerno, servita anche dai treni da Avellino.
I treni fermano in tutte le stazioni, eccetto Nocera Inferiore Mercato, Lanzara-Fimiani, Acquamela e Fratte Villa Comunale, non servite da tutti i treni; il tempo di percorrenza dell'intera tratta varia tra i 60 e i 75 minuti. In origine il tempo di percorrenza dell'intera tratta "circolare" variava tra gli 81 e gli 85 minuti.
Durante i giorni festivi l'offerta prevede una sola coppia di treni ad effettuare l'intero percorso. Tale situazione riflette il carattere prevalentemente pendolare e studentesco degli utenti del servizio, pensato anche per collegare l'Università degli studi di Salerno (collegata alla stazione di Mercato San Severino da un servizio di autobus) ai comuni limitrofi.

## Progetti futuri
Proprio per la mancanza di una o più fermate del servizio all'interno del campus universitario, che dista solo quattro chilometri dal tracciato della Salerno-Mercato San Severino, sono allo studio diversi progetti per la sua connessione al servizio, tra cui la realizzazione di un ramo ferroviario (o, in alternativa, di un people mover) che lo colleghi direttamente alla stazione di Fisciano, dove i passeggeri dovrebbero effettuare un trasbordo, oppure di due diverse varianti di tracciato: una che parta dalla stazione di Fisciano, raggiunga il confine del campus e si colleghi a un people mover interno, l'altra che parta dalla stazione di Baronissi e attraversi il campus con una o più fermate e, allo stesso modo dell'altro progetto di variante, raggiunga poi la stazione di Mercato San Severino dal lato nord, opposto all'attuale tracciato (evitando così l'inversione per dirigersi verso Codola e Nocera Inferiore). I progetti sono accomunati da un generale ammodernamento delle infrastrutture delle linee, compresa la completa elettrificazione; l'ultimo tra i progetti qui descritti sembra quello con le maggiori possibilità di andare in porto.